# Cewnik Malecota

Cewniki urologiczne:
A - cewnik Nelatona B - cewnik Couvelaire'a C - cewnik Tiemanna D - cewnik Malecota E - cewnik Pezzera F - cewnik Foleya
1 - port i kanał odprowadzania moczu 2 - port i kanał balonu

Cewnik Cumingsa-Malecota – jeden z typów samoutrzymujących się cewników urologicznych z zakończeniem w postaci główki. Stosowany jest w celu zabezpieczenia prawidłowego odpływu moczu i procesu gojenia u pacjentów po zabiegach urologicznych. Wprowadzany jest przez ranę operacyjną.